# Agrias dufouri
Agrias dufouri är en fjärilsart som beskrevs av Le Moult 1931. Agrias dufouri ingår i släktet Agrias och familjen praktfjärilar. Inga underarter finns listade i Catalogue of Life.